# Progonia patronalis
Progonia patronalis är en fjärilsart som beskrevs av Walker 1859. Progonia patronalis ingår i släktet Progonia och familjen nattflyn. Inga underarter finns listade i Catalogue of Life.